# 잔카를로 안토뇨니
잔카를로 안토뇨니(이탈리아어: Giancarlo Antognoni dʒaŋˈkarlo antoɲˈɲoːni[*], 1954년 4월 1일, 움브리아 주 마르시아노 ~)는 이탈리아의 전 프로 축구 선수로, 현역 시절 미드필더로 활약했다. 기술적이며 창의적인 공격형 플레이메이커로 동 역할을 맡은 이탈리아 선수들 중 역대 최상급으로 평가받으며, 그는 현역 시절 대부분을 피오렌티나에서 보냈는데, 1975년에 코파 이탈리아와 코파 디 레가 이탈로-잉글레세를 우승했다. 국가대항전에서, 그는 이탈리아 국가대표팀 일원으로 1982년 월드컵을 우승했고, 1978년 월드컵과 유로 1980에도 참가해 두 대회에서 모두 4위의 성과를 냈다. 2010년 10월 11일, 그는 골든 풋 "축구 전설"상을 받았다.

## 클럽 경력
안토뇨니는 마르시아노 출신이다. 그는 세리에 D의 아스티에서 축구를 시작했는데, 신고식을 치를 당시 그는 불과 16세였다. 1972년, 닐스 리드홀름 감독은 그의 피오렌티나 입단을 제의했다.
그는 1972년 10월, 피오렌티나 소속으로 세리에 A 첫 경기를 치렀는데, 그는 훗날 구단의 주장도 맡았고, 이후 등번호 10번도 등에 달았다. 그는 1974-75 시즌에 밀란을 이기고 코파 이탈리아를 우승했고, 코파 디 레가 이탈로-잉글레세도 웨스트햄 유나이티드를 꺾으며 석권했다. 피오렌티나는 1981-82 시즌에 세리에 A 패권을 놓고 경쟁했지만, 최종전에서 숙적 유벤투스에 승점 1점차로 밀리면서 무산되었다. 안토뇨니는 피오렌티나에서 412번의 경기에 출전해 61골을 기록했다. 안토뇨니는 공인된 피오렌티나의 전설적인 선수로, 구단의 손꼽히는 최고의 인물이기도 하며, 1970년대에서 1980년까지 관통하는 시기에 이탈리아 프로 무대를 누볐다. 그는 피오렌티나의 역대 최다 세리에 A 출전 기록도 세웠는데, 총 341번의 경기에 출전했다.
1981년 11월, 안토뇨니는 제노아와의 경기에서 상대 골키퍼 실바노 마르티나와 충돌하는 사고로 두개골 두 부분이 골절되는 부상을 입고 이틀 동안 혼수상태에 빠졌는데, 안토뇨니는 마르티나의 무릎에 정통으로 가격당했다. FIFA.com의 기사에 따르면, 안토뇨니는 30초 동안 심정지 상태였는데, 당시 주장이었던 클라우디오 오노프리는 "그는 죽었어, 그는 죽었어!"하고 당황하며 소리쳤다. 그러나, 제노아 선수단 의료진의 피엘루이지 가토가 빠른 조치를 취해 안토뇨니의 말린 혀를 풀고 가슴을 빠르게 누르며 인공호흡을 병행하는 심폐소생술을 실시해 심박동을 원상태로 돌렸다.
1987년, 안토뇨니는 로잔-스포르로 이적했다. 그는 스위스 무대에서 51번의 경기에 출전해 7골을 기록했다. 그 후, 1989년, 안토뇨니는 로잔에서 축구화를 벗었다.

## 국가대표팀 경력

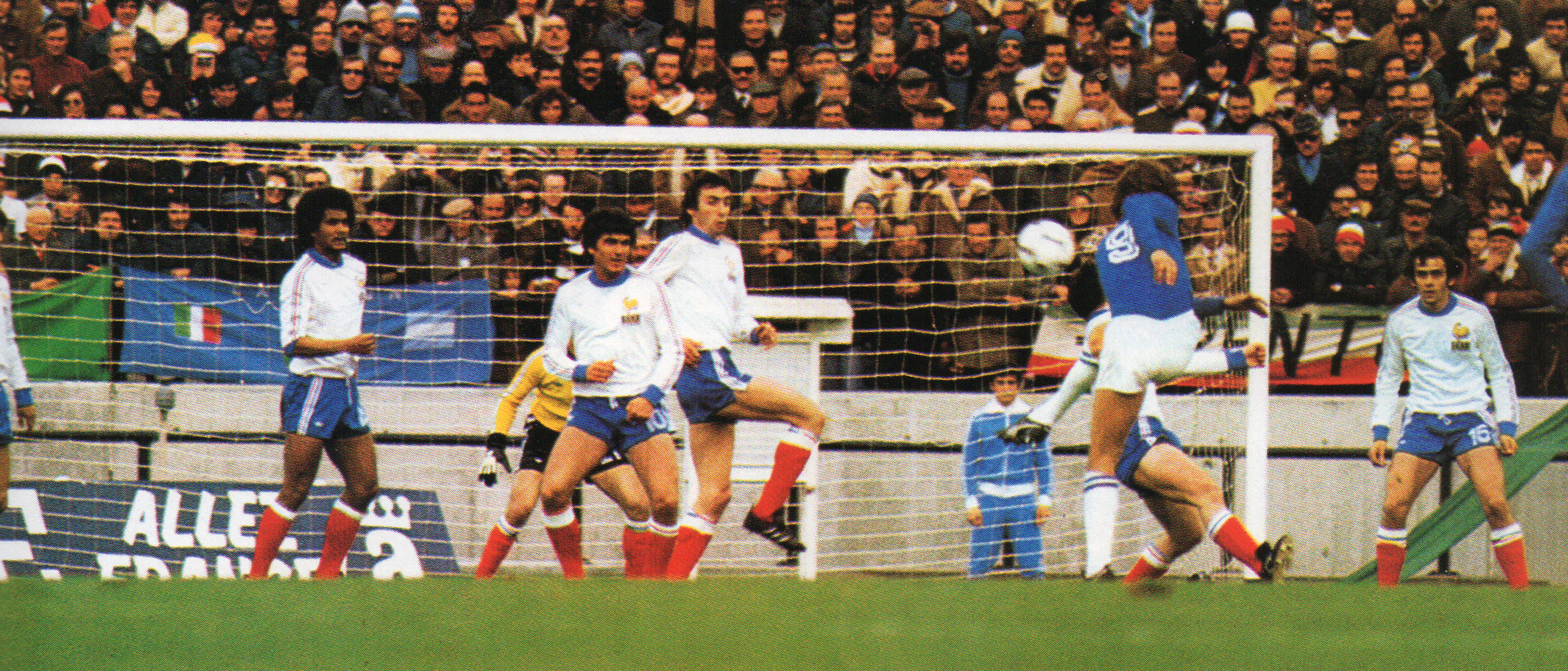
1978년 월드컵에서 프랑스의 골문을 공략하는 안토뇨니

안토뇨니는 1974년 11월 20일, 1-3으로 패한 네덜란드와의 유로 1976 예선전 경기에서 약관의 나이로 이탈리아 성인 국가대표팀 신고식을 치렀다. 안토뇨니는 1978년 월드컵에서 엔초 베아르초트호에 발탁되어 이탈리아 선수단 일원으로 네덜란드와의 2차 조별 리그에서 패한 뒤 4위의 성적으로 대회를 마감했다. 그는 안방에서 열린 유로 1980에서도 4위의 성적을 냈는데, 당시 그는 등번호 10번을 달았다. 그의 이탈리아 국가대표팀 최대 성과는 1982년 월드컵 우승이었다. 그러나, 당시 안토뇨니는 대회 전에 두개골 부상으로부터 완쾌하지 않은 상황이었다. 안토뇨니는 본선에서 6경기 출전하며 주도권을 잡고 득점 기회를 창출하는 선수단의 주 플레이메이커로서 이탈리아를 결승까지 이끌었다. 그는 브라질의 지쿠와 서독의 피에르 리트바스키에 이어 3번의 도움을 기록해, 해당 부문 공동 3위에 올랐다. 그는 3-2로 이긴 브라질과의 2차 조별 리그 경기에도 골망을 흔들었지만, 오프사이드 오심으로 골이 취소되었다. 이에도 불구하고, 이 경기에서 이긴 이탈리아는 준결승전에 안착했다. 그는 폴란드와의 준결승전에도 출전해 2-0 승리에 일조했지만, 이 경기에서 부상을 입으면서 3-1로 이긴 서독과의 결승전에 출전하지 못했다.
안토뇨니는 이탈리아 국가대표팀에서 총 73번의 경기에 출전해 7골을 기록했다. 그의 마지막 국가대표팀 경기는 1983년 11월 16일에 열린 체코슬로바키아와의 경기였다. 그는 국가대표팀 경기에서 4번 주장 완장을 차고 출전했다. 안토뇨니는 피오렌티나 역사상 최다 국가대표팀 경기 출장 선수로, 이탈리아 국가대표팀 역사상 최다 경기에 등번호 10번을 달고 뛴 선수로도 기록되었다. 그는 국가대표팀에서 2번 퇴장당함에 따라 프란코 카우시오와 다니엘레 데 로시와 함께 이탈리아 국가대표팀 역대 최다 최다 퇴장 선수이기도 하다.

## 경기 방식

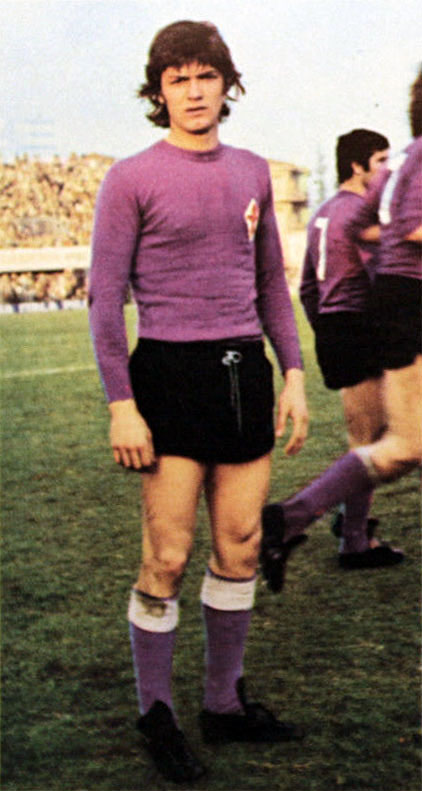
1974년, 피오렌티나의 안토뇨니

기술적이고, 빠르고, 창의적인 공격적 플레이메이커인 안토뇨니는 이탈리아의 손꼽히는 위대한 선수로 평가되며, 시야, 제어력, 기술 역량, 지능, 정확한 배급, 공넘김, 그리고 중원에서의 골 결정력을 겸비한 당대 최고의 재자로도 거론되었고, 역대 최고의 공격형 미드필더로도 언급되었다. 그에 따라 안토뇨니는 직접 골을 넣거나 동료의 기회를 창출하곤 했다. 그는 공을 돌리며 경기를 점유하고, 중원에서 경기를 주도하며, 아군의 공격 전개를 빠르고 짧은 공넘김과 장거리 횡측 공넘김으로 경기를 지휘했다. 또한 공몰이에도 일가견이 있어 주력과 공을 우아하게 다루는 능력, 빠른 발, 그리고 공을 중원에서 잡고 전방으로 끌고 갈 때 시선은 평론가로부터 이탈리아의 1960년대 간판 선수인 잔니 리베라와 같다는 평가가 있었다. 비록 그는 전통적인 등번호 10번의 역할을 맡아 공격수 뒤에 섰지만, 중앙 미드필더로서 후방 플레이메이커로도 활약할 수 있었다. 안토뇨니는 정지 상황에 페널티 구역 밖에서 감아차 정확하고 강력하게 차 넣기도 했다. 비록 선천적으로 오른발잡이이지만, 공을 넘기거나 골망을 겨냥할 때 어느 발로든 자유자재로 쓸 수 있기도 했다. 축구 실력과는 별개로, 현역 시절에 지도력에도 빛을 발했고, 근면한 선수이기도 했다. 그는 번뜩이는 재능이 있는 선수이기도 했지만, 부상을 자주 당하기도 했다.

## 경력 통계

### 클럽
| 구단        | 시즌      | 리그           | 리그 | 리그 | 컵   | 컵 | 대륙 | 대륙 | 합계 | 합계 |
| 구단        | 시즌      | 리그명         | 출장 | 골   | 출장 | 골 | 출장 | 골   | 출장 | 골   |
| ----------- | --------- | -------------- | ---- | ---- | ---- | -- | ---- | ---- | ---- | ---- |
| 아스티      | 1970–71   | 세리에 D       | 5    | 1    | 0    | 0  | –    | –    | 5    | 1    |
| 아스티      | 1971–72   | 세리에 D       | 22   | 3    | 0    | 0  | –    | –    | 22   | 3    |
| 아스티      | 합계      | 합계           | 27   | 4    | 0    | 0  | 0    | 0    | 27   | 4    |
| 피오렌티나  | 1972–73   | 세리에 A       | 20   | 2    | 8    | 0  | 1    | 0    | 29   | 2    |
| 피오렌티나  | 1973–74   | 세리에 A       | 25   | 1    | 4    | 1  | 2    | 0    | 31   | 2    |
| 피오렌티나  | 1974–75   | 세리에 A       | 29   | 4    | 9    | 1  | 4    | 0    | 42   | 5    |
| 피오렌티나  | 1975–76   | 세리에 A       | 30   | 5    | 8    | 2  | 4    | 0    | 42   | 7    |
| 피오렌티나  | 1976–77   | 세리에 A       | 28   | 4    | 4    | 0  | 4    | 0    | 36   | 4    |
| 피오렌티나  | 1977–78   | 세리에 A       | 26   | 6    | 4    | 1  | 2    | 0    | 32   | 7    |
| 피오렌티나  | 1978–79   | 세리에 A       | 27   | 0    | 4    | 0  | –    | –    | 31   | 0    |
| 피오렌티나  | 1979–80   | 세리에 A       | 30   | 8    | 4    | 1  | –    | –    | 34   | 9    |
| 피오렌티나  | 1980–81   | 세리에 A       | 27   | 9    | 6    | 0  | –    | –    | 33   | 9    |
| 피오렌티나  | 1981–82   | 세리에 A       | 16   | 3    | 5    | 2  | –    | –    | 21   | 5    |
| 피오렌티나  | 1982–83   | 세리에 A       | 27   | 9    | 5    | 0  | 2    | 1    | 34   | 10   |
| 피오렌티나  | 1983–84   | 세리에 A       | 18   | 5    | 5    | 2  | –    | –    | 23   | 7    |
| 피오렌티나  | 1984–85   | 세리에 A       | 0    | 0    | 0    | 0  | 0    | 0    | 0    | 0    |
| 피오렌티나  | 1985–86   | 세리에 A       | 19   | 1    | 3    | 0  | –    | –    | 22   | 1    |
| 피오렌티나  | 1986–87   | 세리에 A       | 19   | 4    | 0    | 0  | –    | –    | 19   | 4    |
| 피오렌티나  | 합계      | 합계           | 341  | 61   | 69   | 10 | 19   | 1    | 429  | 72   |
| 로잔-스포르 | 1987–88   | 나치오날리가 A | 33   | 5    | 2    | 0  | –    | –    | 35   | 5    |
| 로잔-스포르 | 1988–89   | 나치오날리가 A | 18   | 2    | 1    | 1  | –    | –    | 19   | 3    |
| 로잔-스포르 | 합계      | 합계           | 51   | 7    | 3    | 1  | 0    | 0    | 54   | 8    |
| 경력 합계   | 경력 합계 | 경력 합계      | 419  | 72   | 72   | 11 | 19   | 1    | 510  | 84   |

### 국가대표팀
| 국가대표팀 | 연도 | 출장 | 골 |
| ---------- | ---- | ---- | -- |
| 이탈리아   | 1974 | 2    | 0  |
| 이탈리아   | 1975 | 7    | 0  |
| 이탈리아   | 1976 | 10   | 4  |
| 이탈리아   | 1977 | 7    | 2  |
| 이탈리아   | 1978 | 10   | 0  |
| 이탈리아   | 1979 | 4    | 0  |
| 이탈리아   | 1980 | 10   | 1  |
| 이탈리아   | 1981 | 8    | 0  |
| 이탈리아   | 1982 | 11   | 0  |
| 이탈리아   | 1983 | 4    | 0  |
| 합계       | 합계 | 73   | 7  |

## 수상
피오렌티나
- 코파 이탈리아: 1974–75

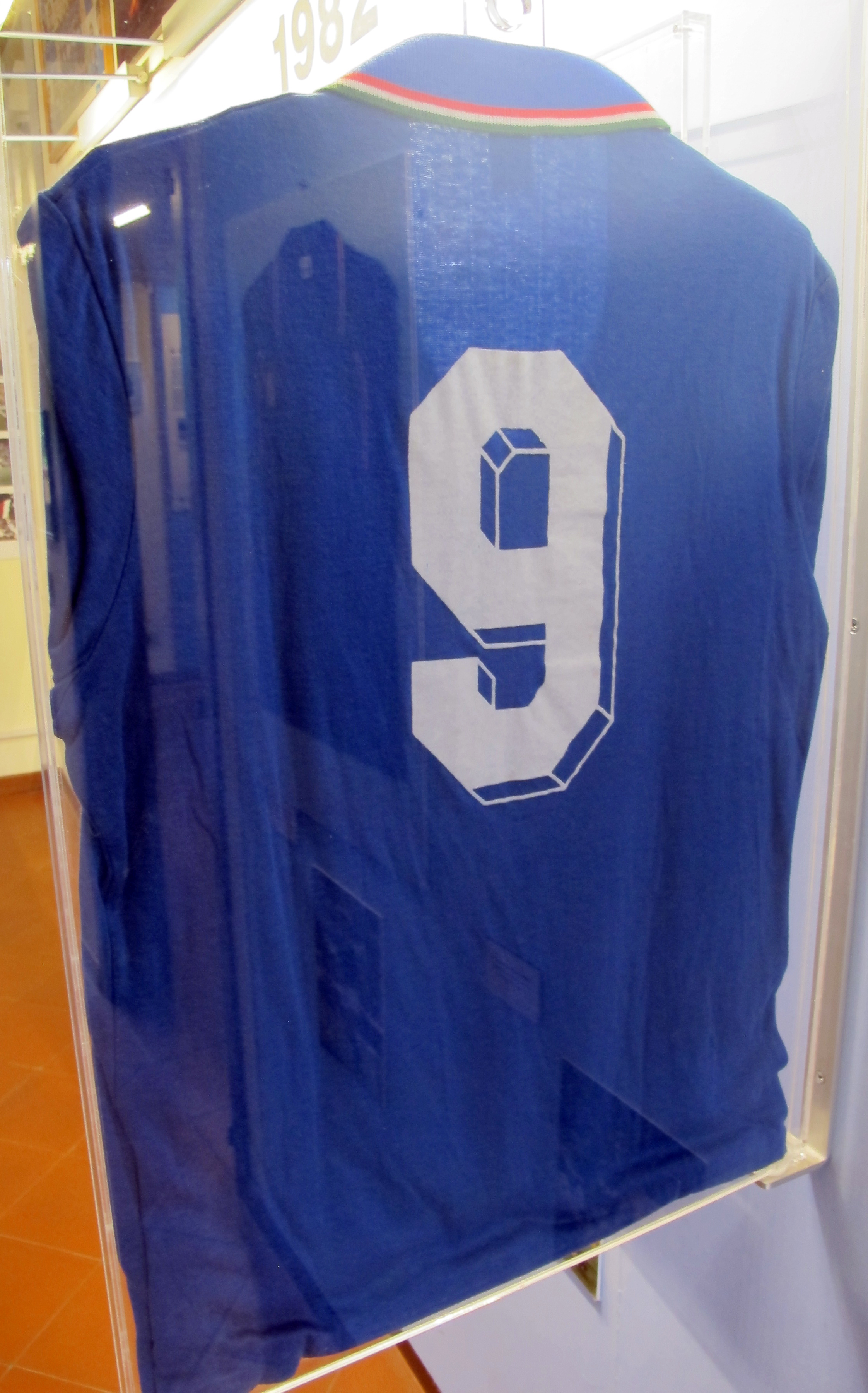
안토뇨니의 1982년 월드컵 유니폼

- 코파 디 레가 이탈로-잉글레세: 1975

이탈리아
- 월드컵: 1982

개인
- 골든 풋 "축구 전설"상: 2010[18]
- 피오렌티나 명예의 전당: 2012[19]
- 피오렌티나 역대 11인[20]
- 자친토 파케티 국제상: 2016[21]
- 이탈리아 축구 명예의 전당: 2018[22]